# Castillo de Bentomiz
El castillo de Bentomiz, también llamado castillo de Benthomiz, es una fortaleza situada sobre un monte de 711 metros de altitud en el municipio malagueño de Arenas. Debido a su elevada situación tiene unas vistas impresionantes sobre la Costa del Sol oriental y todo el interior de la comarca de La Axarquía.
La fortaleza de Bentomiz se construyó en época musulmana, teniéndose noticias escritas de ella en las Memorias de Abd Allah, rey zirí de Granada del siglo XI. Bentomiz era la cabecera de un distrito administrativo o ta'a en la época del Reino nazarí de Granada. Durante este periodo (siglos XIII-XV), esta comarca montañosa floreció económicamente y fue conocida por su rica seda y sus uvas-pasas.
Fue conquistada por los Reyes Católicos en 1487, si bien fue una entrega pactada, por lo que no se libró batalla. En la actualidad sus restos son escasos aunque muy interesantes y sería adecuada una intervención arqueológica y de restauración.

## Descripción
Tipológicamente, puede compararse con las fortalezas de Montemayor, Archidona y Zaila, debido al doble recinto y su asentamiento topográfico de trazado irregular, aunque Bentomiz se diferencia en técnicas y materiales. Existe cierta semejanza entre el aljibe de Bentomiz y el que se encuentra en la Alhambra de Granada, debajo del Palacio de Carlos V. Se registran elementos arquitectónicos, técnicas y métodos de construcción propios de distintas fases de ocupación.
La utilización de diversas técnicas constructivas con mampostería en diferentes formas, así como tapial, abre el arco cronológico, desde época califal hasta la revuelta morisca de 1570 en que todavía permanece activo.
La fortaleza está dividida en dos amplios recintos, el primero de ellos es el más elevado y está protegido por gruesos muros que descansan sobre torres cuadradas, una de ellas hexagonal, que posee en su interior dos aljibes de una sola nave con bóveda de cañón. El segundo, de mayores dimensiones, bordea la meseta con un grueso muro reforzado por torres, alguna de las cuales conservan aún la merlatura. Alberga también dos grandes aljibes que en su día tuvieron bóvedas de crucería. Cabe destacar la desaparición de grandes lienzos de muros en ambos recintos, algunas torres y habitáculos interiores. Así mismo han desaparecido las estructuras de las entradas a la fortaleza, tanto la occidental como la oriental. Se observan algunos elementos ajenos a la construcción, como un grupo de casas adosadas al muro norte del segundo recinto, viviendas utilizadas hasta hace poco tiempo. En el recinto residencial y aprovechando su máxima altitud se ha instalado una caseta que contiene el repetidor de televisión.
Se trata de uno de los castillos más grandes de la provincia de Málaga. Al parecer, podría tener su origen en la fortificación romana, pero la arquitectura llegada hasta nosotros presenta una indudable adscripción a las construcciones andalusíes. Su estratégica situación permitía controlar una amplia zona de la Axarquía hasta el mar, ubicación de donde procedería el topónimo Bentomiz. Durante mucho tiempo se relacionaba con los topónimos cercanos de procedencia árabe con el sufijo ben-, que indicaba un origen clánico, pero otras interpretaciones, más recientes, encuentran el origen en el vocablo latino montemar, alusivo a la cumbre desde la que se divisa el mar, que, como en otros lugares de fuerte romanización, sería conservado por los musulmanes, derivando posteriormente a Bentomiz.

## Historia
Bentomiz formaba un triángulo defensivo con los castillos de Comares y Zalia. Las primeras noticias históricas son del siglo XI, recogidas en las memorias de Abd-Allah. Posteriormente, Ibn al-Jatib lo definirá como una de las principales fortalezas de la cora de Rayya. Todo parece indicar que Bentomiz jugó un papel importante en la revuelta de Umar ibn Hafsun contra el estado Omeya al ser ésta una región en la que existía una abundante población mozárabe. Años después, el mencionado rey de Granada, Abd-Allah nos recuerda la importancia militar de Bentomiz, pues en el 1082, cuando se dirigía a tomar Málaga y se encontraba en las inmediaciones de la ciudad tuvo que regresar, dado que Bentomiz podría cortarle las comunicaciones. Obligado a negociar con los habitantes del castillo, conocemos por sus memorias que una vez entregado demolió parte de las fortificaciones. La influencia de los africanos durante los siglos XII y XIV fue importante en esta zona de la Axarquía. Las guerras civiles que caracterizaron el final de la presencia islámica en España, convirtieron este castillo en una pieza clave en la estrategia de los bandos contendientes, así cuando los Reyes Católicos sitiaron Vélez-Málaga la toma de Bentomiz se hacía indispensable para mantener el asedio. Finalizada la guerra de Granada, Bentomiz servirá para controlar una zona de abundante población morisca, que demostrará su importancia militar cuando se produzca la rebelión de los moriscos de 1570. A partir de esta fecha, comienza para el castillo un periodo de abandono que lo ha llevado al estado de ruina en el que se encuentra.